# Браун, Йожеф
Йожеф Браун (венг. Braun József; 26 февраля 1901, Будапешт — 20 февраля 1943, Харьков) — венгерский футболист, игравший на позиции правого крайнего нападающего. По завершении игровой карьеры — тренер.
Выступал, в частности, за клуб МТК (Будапешт), а также национальную сборную Венгрии.
Девятикратный чемпион Венгрии (1917, 1918, 1919, 1920, 1921, 1922, 1923, 1924, 1925 годов), двукратный обладатель Кубка Венгрии (1923, 1925 годов).

## Клубная карьера
Во взрослом футболе дебютировал в 1916 году выступлениями за команду клуба МТК (Будапешт), в которой провел двенадцать сезонов. По сей день Браун является одним из лучших правых в истории венгерского футбола, был особенно известен своей скоростью, контролем мяча и точностью передач. MTK выиграл девять чемпионских титулов подряд с 1917 по 1925 год, плюс две победы в кубках. В 1919 году Браун был признан футболистом года в Венгрии.
В течение 1929—1930 годов играл за два американских клуба «Бруклин Хакоах» и «Бруклин Уондерерс».
Из-за полученных травм ему пришлось рано закончить карьеру.

## Выступления за сборную
Браун впервые выступил в сборной в возрасте 17 лет в октябре 1918 года, сборная со счетом 3: 0 при его участии одержала победу над Австрией. В своем втором международном матче, несколько месяцев спустя, он забил решающий гол в ворота сборной Австрии, матч завершился со счетом 2: 1. В течение следующих нескольких лет он крепко держался на правой стороне венгерской линии атаки, и вывел свою команду в качестве капитана на летние Олимпийские игры 1924 года. Однако после легкой победы в первом раунде над Польшей произошло сенсационное поражение 0: 3 против сборной Египта и, таким образом, досрочный выход из турнира. Вскоре после восстановления от полученной травмы он снова вернулся в национальную команду в 1926 году, но завершил свою карьеру в сборной в декабре того же года в матче против сборной Португалии завершившимся со счетом 3: 3 . В 28 матчах за Венгрию он забил одиннадцать голов.

## Карьера тренера
Начал тренерскую карьеру вскоре после завершения карьеры игрока, в 1932 году, возглавив тренерский штаб клуба «Лученек».
В 1934 году стал главным тренером клуба «Слован», тренировал команду из Братиславы три года.
В течение 1937—1939 годов возглавлял тренерский штаб клуба МТК (Будапешт).
Последним местом тренерской работы был клуб «Слован», главным тренером команды которого Йожеф Браун был в течение 1938 года.
После окончания футбольной карьеры он работал банковским служащим.
Будучи евреем по рождению, во время Второй мировой войны, оккупационными властями был отправлен в концентрационный лагерь, где и умер 20 февраля 1943 года на 42-м году жизни в городе Харьков.